# Kevin Jörg
Kevin Jörg (11 de setembro de 1995) é um automobilista suíço. Em fevereiro de 2016, Jörg estava entre os quatro pilotos incorporados ao programa de jovens pilotos da equipe de Fórmula 1 da Renault, a Renault Sport Academy. No ano seguinte, foi retirado do programa.

## Carreira

### GP3 Series
Em 2016, Jörg fez sua estreia na GP3 Series pela equipe DAMS. Em janeiro de 2017, mudou-se para a Trident para a disputa da temporada de 2017.